# Chanel Iman
Chanel Iman Robinson (Atlanta, 1º de dezembro de 1990) é uma modelo e atriz norte-americana.
Em maio de 2007 estampou a capa da revista Vogue Americana com as modelos Doutzen Kroes, Jessica Stam, Raquel Zimmermann, Sasha Pivovarova, Agyness Deyn, Caroline Trentini, Hilary Rhoda, Coco Rocha e Lily Donaldson, sendo citadas como a nova geração de supermodelos..No ano de 2010 ela se tornou uma angel da Victoria's Secret.

## Biografia

### Início de vida
Nascida em Atlanta, capital do estado da Geórgia, EUA, no dia 1 de dezembro de 1990, Chanel Iman Robinson cresceu em Los Angeles, Califórnia. sua mãe possui origem coreana e afro americana, enquanto seu pai é afro-americano.   

## Vida pessoal
No início de 2013, Iman começou a namorar o rapper A$AP Rocky. Em abril de 2014, eles estavam noivos, no entanto, eles se separaram em junho de 2014.  Em agosto de 2015, foi confirmado que Iman estava namorando o jogador de basquete do Lakers, Jordan Clarkson, embora ela tenha terminado o relacionamento logo após rumores de traição de Clarkson surgiram.  
Em 2 de dezembro de 2017, Iman anunciou seu noivado com o New York Giants wide receiver Sterling Shepard. O casal se casou em 3 de março de 2018, no Beverly Hills Hotel.O casal tem duas filhas: Cali nasceu em 10 de agosto de 2018  e Cassie nasceu em 17 de dezembro de 2019. 

## Filmografia
| Ano  | Título       | Papel       | Notas               |
| ---- | ------------ | ----------- | ------------------- |
| 2015 | Dope         | Lily Jacoby | [carece de fontes?] |
| 2017 | Mad Families | Shantaysia  | Filme televisivo    |